# Uwe Schwenker
Uwe Schwenker, né le 24 mars 1959 à Brême, est un ancien handballeur allemand. C'est son père, Hinrich Schwenker (de), qui a inventé, à l'époque où le handball se jouait à 11 sur herbe, le geste appelé schwenker : suspension, feinte de tir & dribble avant de toucher terre.
Ancien joueur et capitaine du THW Kiel dans les années 1980, il a ensuite occupé différents postes d'encadrement jusqu'en avril 2009.

## Club
- 1978-1980 :  TV Grambke-Bremen
- 1980-1992 :  THW Kiel

## Palmarès joueur

### Sélection nationale
- jeux olympiques d'été
  -  médaille d'argent aux jeux Olympiques de 1984

## Palmarès dirigeant (1993-2009)
compétitions internationales 
- Vainqueur de la ligue des champions 2007, 2010
- Vainqueur de la Coupe EHF 1998, 2002, 2004

 compétitions nationales 
- Championnat d'Allemagne 1994, 1995, 1996, 1998, 1999, 2000, 2002, 2005, 2006, 2007, 2008
- Vainqueur de la Coupe d'Allemagne 1998, 1999, 2000, 2004